# Шебова, Зузана
Зузана Шебова (словац. Zuzana Šebová, 1 апреля 1982 года, Жьяр-над-Гроном, Чехословакия) — словацкая актриса. 
Посещала Братиславскую детскую школу мюзикла, позже поступила в Братиславскую консерваторию.
Работает в театрах: ГУнаГУ, Студия L+S, Elledanse, а также в Трнавском театре. Известность ей принесла роль Инчи в словацком телесериале «Панельный дом». Также принимает участие в развлекательных передачах «Алло» (словац. Haló) и «Сервант» (словац. Kredenc). В 2008 году снялась в ситкоме «Нормальная семья». Также является актрисой дубляжа.
Гражданский супруг — актёр и комик Михал Кубовчик.
В 2015 и 2016 годах получила приз зрительских симпатий ОТО в категории «актриса».

## Фильмография
- 2008 — Панельный дом" (телесериал)
- 2009 — «Осуждённые» (ТВ-сериал)
- 2009 — «Именем закона» (телесериал)
- 2010 — «Скандалы» (телесериал)
- 2012 — «Тигры в городе»
- 2012 — «Доктор Совершенство» (телесериал)
- 2013 — «Театро» (студенческий фильм)
- 2014 — «Словакия 2.0»
- 2014 — Сервант" (телесериал)
- 2014 — «Защитники» (телесериал)
- 2015 — «Aгава»
- 2015 — «Войтех»
- 2015 — «Горна-Долна» (телесериал)
- 2016 — «Cuky Luky Film»
- 2016 — «Зоопарк» (телесериал)

## Театральные постановки
- 2014 — «Вернулась она как-то ночью» (театральная постановка)
- 2015 — «Обратная сторона Луны» (театральная постановка)